# Oude Æ (waterschap)
De Oude Æ is een voormalig waterschap in de Nederlandse provincie Groningen.
Het schap lag Termunten en Woldendorp en verzorgde de afwatering rond de benedenloop van de Munte die ook bekendstond als Oude Æ. Behalve deze waterloop onderhield het ook het Nieuwemaar en het Kleine Diepke. 
Waterstaatkundig gezien ligt het gebied sinds 2000 binnen dat van het waterschap Hunze en Aa's.